# Kidderia rakiura
Kidderia rakiura är en musselart som beskrevs av Powell 1939. Kidderia rakiura ingår i släktet Kidderia och familjen Cyamiidae. Inga underarter finns listade i Catalogue of Life.